# Жак Етьєн Ге
Жак Етьєн Ге (фр. Jacques Étienne Gay; 11 жовтня 1786—16 січня 1864) — французький ботанік швейцарського походження.

## Біографія
Жак Ге народився у Ньйоні, передмісті Женеви, 11 жовтня 1786 року. Навчався у Снелловському інституті, згодом зацікавився ботанікою. Він познайомився з ботаніком Ж. Ф. Е. Годеном та при його підтримці став досліджувати флору швейцарських Альп. Зібрані ним зразки були використані для книги Годена Flora Helvetica. У 1811 році Жак переїхав у Париж. З 1818 року Ге активно видавав публікації з ботаніки. Він був автором кількох монографій великих родів та родин рослин. У 1824 році Ге був проведений в кавалери Ордену Почесного легіону. У 1826 році учений одружився з Розалією Нійон. У 1848 році Ге пішов на пенсію. Він помер в Парижі 16 січня 1864 року.
Зразки, використані Жаком Ге для опису рослин, зберігаються у Королівських ботанічних садах в К'ю у Лондоні (K).

## Окремі наукові праці
- Gay, J. (1821). Monographie des cinq genres de plantes des Lasiopétalées. 38 p., 8 pl.
- Gay, J. (1842). Erysimorum quorundam novorum diagnoses. 16 p.
- Gay, J. (1848). Eryngiorum novorum vel minus cognitorum heptas. 39 p.

## Роди рослин, названі на честь Ж. Ге
- Gaya Gaudin, 1826, nom. illeg. [syn.  Pachypleurum Ledeb., 1829]
- Gaya Kunth, 1822
- Gaya Spreng., 1827, nom. nov. et illeg. [syn.  Seringia J.Gay, 1821, nom. cons.]